# Cosmopterix adrastea
Cosmopterix adrastea là một loài bướm đêm thuộc họ Cosmopterigidae. Nó được tìm thấy ở Cuba.
Con trưởng thành được sưu tầm vào tháng 6. Sải cánh con đực từ 3,6-3,8 mm..

## Etymology
Named after Adrastea, a moon of Jupiter. To be treated as a noun in apposition.